# 木下豊房
木下 豊房（きのした とよふさ、1936年12月10日 - 2025年2月26日）は、日本のロシア文学者、比較文学者。千葉大学名誉教授、ドストエーフスキイの会代表。
国際ドストエフスキー学会(IDS)副会長。
（IDSサイト）

## 略歴
長崎市生まれ。早稲田大学大学院文学研究科博士課程（露文専攻）修了。千葉大学教養部教授、文学部教授を経て2002年定年退官、名誉教授。ドストエフスキー、および日本におけるドストエフスキー受容に関して研究。
2000年8月、千葉大学国際ドストエフスキー研究集会「ドストエフスキーの眼で見た21世紀人類の将来」を主宰。
（プログラム参照）
亀山郁夫の新訳『カラマーゾフの兄弟』について誤訳が多いことの指摘の外に、亀山著のドストエフスキー論に見られる作家像の恣意的な解釈、歪曲について批判している（）。
2011年10月22日～25日、北京第二外国語学院国際研究集会（「21世紀の文化的背景におけるドストエフスキー・伝統と現代」）で、「日本市場における作家像ドストエフスキーの歪曲」と題して報告（ロシア語）
（http://www.ne.jp/asahi/dost/jds/dost405a.htm）
N.ジヴォルーポワ教授追悼国際紀念論集“В направлении смысла" に「商業出版とマスコミにおけるドストエフスキーの作家像」を
発表（ロシア語）
（http://www.ne.jp/asahi/dost/jds/dost406.htm）
　2013年7月8日～14日、国際ドストエフスキー学会第15回シンポジュウーム（「ドストエフスキーとジャーナリズム」）では日本とロシアの商業主義メディア・ジャーナリズムに見られる作家像の歪曲について報告（ロシア語）。
https://www.ne.jp/asahi/dost/jds/dost409.htm
その内容の日本語版をドストエーフスキイの会会誌「広場」22号（2013・4）に「商品としてのドストエフスキー　－　商業出版とマスメディアにおける作家像」と題して発表。同論文を以下のURLで公開
（https://www.ne.jp/asahi/dost/jds/dost218.htm）
2008年12月5－6日　ソルジェニーツィン生誕90周年記念国際会議参加、報告（題名：「ソルジェニーツィンの語りのスタイルとドストエフスキーのポエチカ」）
木下豊房ネット論集『ドストエフスキーの世界』公開
（）
ロシア語論集公開（）
上記論集を含む、その他の論稿の公開：「管理人T.Kinoshitaのページ」http://www.ne.jp/asahi/dost/jds/dost125.htm

## 著書
- 『近代日本文学とドストエフスキー 夢と自意識のドラマ』成文社 1993
- 『ドストエフスキーその対話的世界』成文社 2002
- 『ドストエフスキーの作家像』鳥影社、2016
- https://www.ne.jp/asahi/dost/jds/dost610.htm
- ロシア語論文集：Антропология и поэтика творчества Ф.М.Достоевского(Санкт-Петербург, 2005)
- 〃　 Творчество Ф.М. Достоевского. Прблема авторской позиции(Санкт-Петеобург, 2017)

### 編著
- 『論集・ドストエフスキーと現代』安藤厚共編 多賀出版 2001
- 千葉大学国際研究集会"21век глазами Достоевского переспективы человечества"報告論集(Москва, 2002)

### 翻訳
- アンナ・ドストエーフスカヤ『ドストエーフスキイ夫人アンナの日記』河出書房新社 1979
- Я.Э.ゴロソフケル『ドストエフスキーとカント 『カラマーゾフの兄弟』を読む』みすず書房 1988
- トルストイ「人生論」（「人生の名著」12所収）大和書房　1968

## 論文
- <木下豊房